# 聖米格爾德烏爾庫基縣
聖米格爾德烏爾庫基縣（西班牙語：Cantón San Miguel de Urcuquí），是厄瓜多爾的縣份，位於該國北部，由因巴布拉省負責管轄，面積779平方公里，2001年人口14,381，人口密度每平方公里18.46人。